# Louis Brault
Pour les articles homonymes, voir Brault.
Louis Brault, né le 14 août 1748 à Poitiers et mort le 19 juin 1830 à Migné, est un magistrat et homme politique français.

## Biographie
Président du tribunal criminel de Poitiers, il est élu, le 22 vendémiaire an IV, député de la Vienne au Conseil des Anciens, et réélu le 24 germinal an VII. Il se montre favorable à la politique de Bonaparte, qui l'admit au Corps législatif le 4 nivôse an VIII. Le 19 prairial an XII, il est nommé proviseur du lycée de Poitiers. Il termine sa carrière en tant que conseiller à la cour royale et membre du conseil général du département. 

## Sources
- « Louis Brault », dans Adolphe Robert et Gaston Cougny, Dictionnaire des parlementaires français, Edgar Bourloton, 1889-1891 [détail de l’édition]